# La Colombe (Loir-et-Cher)
La Colombe foi uma comuna francesa na região administrativa do Centro, no departamento de Loir-et-Cher. Estendia-se por uma área de 18,36 km². Em 2010 a comuna tinha 198 habitantes (densidade: 10,8 hab./km²).
Em 1 de janeiro de 2016, passou a formar parte da comuna de Beauce-la-Romaine.